# Tagelus dombeii
La navajuela, Tagelus dombeii, es un bivalvo marino cuya concha se caracteriza por ser alargada, escasamente elevada, la cual alcanza dimensiones de hasta 10 cm considerando el eje antero-posterior, existiendo una relación con el eje dorso-ventral de 4:1. Los bordes de la concha se disponen casi paralelos entre sí y poseen los extremos redondeados (Villarroel y Estuardo, 1977; Chong et al., 2001). En Chile, T. dombeii es conocido con el nombre vulgar de navajuela, quivi o berberecho (Osorio et al., 1979; Guzmán et al, 1998; Rojas 2004). 

## Distribución Geográfica
Se distribuye desde Tumbes (03° 34′ S, 80° 27′ O), Perú hasta el Estero Elefante (46° 34′ S, 73° 35′ O), Chile (Reid y Osorio, 2000). También se ha reportado su presencia en las costas de Colombia y Panamá (Villarroel y Estuardo, 1977; Fierro, 1981, Guzmán et al. 1998).

## Hábitat
Tagelus dombeii se encuentra en el intermareal entre 1 a 16 m de profundidad (Guzmán et al., 1998; Guisado et al., 2005). Los adultos habitan preferentemente en sustrato arenoso de tipo fino, alcanzando una profundidad de 5 m aproximadamente, mientras los juveniles arenas fangosas hasta los 16 m (Guzmán et al., 1998; Guisado et al., 2005). 

## Aspectos reproductivos
Tagelus dombeii es una especie gonocórica, sin dimorfismo sexual externo. Como estrategia reproductiva, utiliza la fertilización externa. La gónada abarca desde el interior distal del pie hasta la masa visceral o estómago del individuo. El estado larval planctotrófico se alcanza 48 horas post-fecundación y dura 22 días a 14-16 °C (Rojas, 2004). La primera larva véliger es del tipo charnela recta (larva D). A este estado le sigue la larva véliger umbonada (10 días post-fecundación) y luego el estado pedivéliger (17 días post-fecundación), alcanzado un tamaño de 200 m en sentido-posterior y 180 m en el dorsal-ventral (Rojas, 2004). Luego de la metamorfosis, el juvenil forma su primer sifón (exhalante) 29 días post-fertilización (520 μm antero-posterior y 430 µm dorso-ventral), y paralelamente se desarrollan las branquias, el pie y músculo aductor posterior. Treinta y ocho días postfertilización ocurre la formación del sifón inhalante (870 μm antero-posterior y 600 µm dorso-ventral aprox.) y músculo aductor anterior; las branquias se sitúan por sobre la glándula digestiva, en la región posterior del animal cercana a los sifones (Rojas, 2004).

## Usos
Es una especie comestible, que en la costa chilena se extrae de forma manual durante la bajamar. Se emplean frescas en la preparación de sopas y empanadas o ahumadas.